# Tượng đài Thánh Gióng

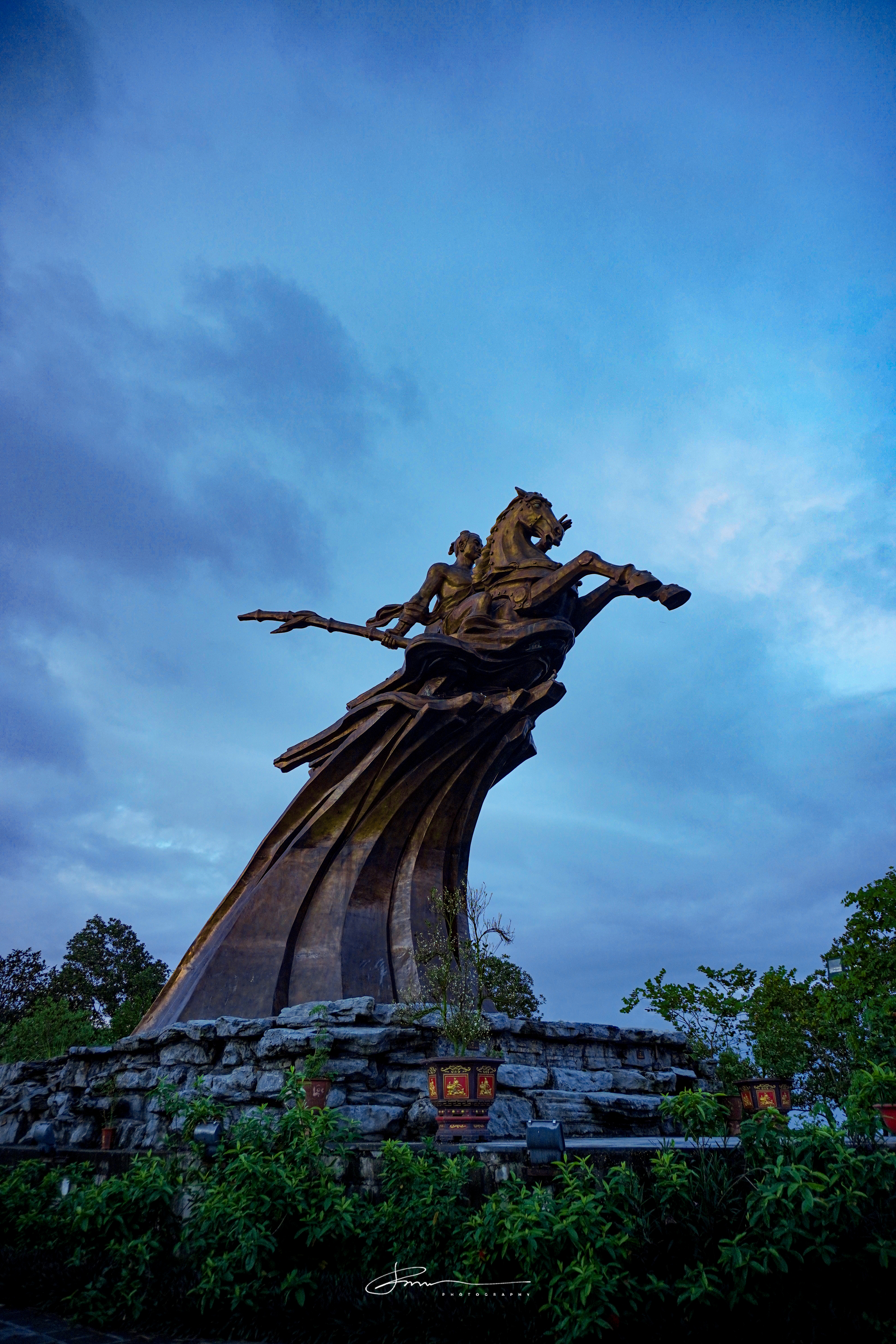
Tượng đài Thánh Gióng

Tượng đài Thánh Gióng là một công trình điêu khắc tọa lạc trên đỉnh núi Sóc, xã Phù Linh, huyện Sóc Sơn, Hà Nội. Tượng đài được xây dựng để tưởng nhớ công đức của Phù Đổng Thiên Vương - một vị thánh trong truyền thuyết Việt Nam. Đây là một trong những công trình văn hóa trọng điểm chào mừng Đại lễ 1000 năm Thăng Long – Hà Nội.

## Miêu tả
Tượng đài được đúc bằng đồng nguyên chất, có chiều cao tới đỉnh là 11,07 m với độ vươn ra là 16 m, trọng lượng ước tính 85 tấn. Tượng được đặt trên đỉnh Vệ Linh - đỉnh cao nhất của núi Sóc, với độ cao tuyệt đối của nơi đặt tượng sau khi hoàn thành cải tạo là 297 m.
Tượng mô phỏng hình ảnh vị thánh trẻ tuổi tay mang tre ngà, thúc ngựa hướng về trời xanh. Chân tượng được tạo hình từ sự cách điệu của mây và hào quang, thể hiện rõ tính "động" cho bức tượng.
Tượng được đặt hướng về phía Nam, được cho là để thể hiện Thánh Gióng đang hướng về quê mẹ ở phương Nam (Phù Đổng, Gia Lâm), đồng thời đang trông coi bờ cõi của toàn nước Việt.

## Quá trình hình thành và xây dựng
Ý tưởng đặt tượng Thánh Gióng tại nơi người hóa thánh đã được lãnh đạo thành phố Hà Nội chú ý từ những năm 90 của thế kỉ 20.
Đến năm 2003, lễ phát động cuộc thi thiết kế mẫu tượng đài Thánh Gióng chính thức được tổ chức. Từ 28 mẫu tượng của các nhà điêu khắc khắp mọi miền đất nước gửi tham gia cuộc thi, Hội đồng thẩm định đã chọn được 4 mẫu tượng trưng bày để lấy ý kiến góp ý của giới chuyên môn cũng như nhân dân thủ đô. Cuối cùng, mẫu được chọn là mẫu thiết kế của nhà điêu khắc Nguyễn Kim Xuân, tuy nhiên tác giả vẫn phải mất thêm 4 năm chỉnh sửa theo góp ý của Hội đồng nghệ thuật để có được mẫu tượng như hiện nay.
Ngày 26 tháng 01 năm 2008, Giáo hội phật giáo Việt Nam và UBND Thành phố Hà Nội đã làm lễ đặt đá xây dựng Tượng đài.
Ngày 26 tháng 10 năm 2009, thớt đồng đầu tiên của tượng Thánh Gióng đã được khởi đúc. Công đoạn đúc tượng Đức Thánh diễn ra trong suốt hơn 2.000 ngày, được giao cho nghệ nhân Vũ Duy Thuấn và ông Nguyễn Văn Nam - Giám đốc Công ty TNHH Đúc Đồng Đại Nam  đảm nhận. Ngày 05 tháng 03 năm 2010, giọt đồng cuối cùng được đổ, hoàn thành việc đúc tượng.
Ngày 19 tháng 05 năm 2010, tượng Thánh Gióng được rước lên đỉnh núi để lắp dựng, ngày 8 tháng 9 là lễ hô thần nhập tượng và ngày 05 tháng 10 năm 2010 Giáo hội Phật giáo Việt Nam đã tổ chức lễ khánh thành Tượng đài Thánh Gióng.

## Khu tượng đài
Khu tượng đài Thánh Gióng nằm trên đỉnh núi Sóc ở độ cao khoảng 300 m, gồm sân hành lễ rộng 1500 m², nhà phương đình và một số công trình phụ trợ như nhà quản lý, bãi đậu xe, chòi nghỉ chân... Có 3 lối đi dẫn lên khu tượng đài, gồm 1 đường lớn trải nhựa dành cho xe cơ giới và 2 lối nhỏ được làm bậc thang lát đá, cho phép du khách leo bộ từ đền Sóc hoặc chùa Non Nước.

## Hình ảnh

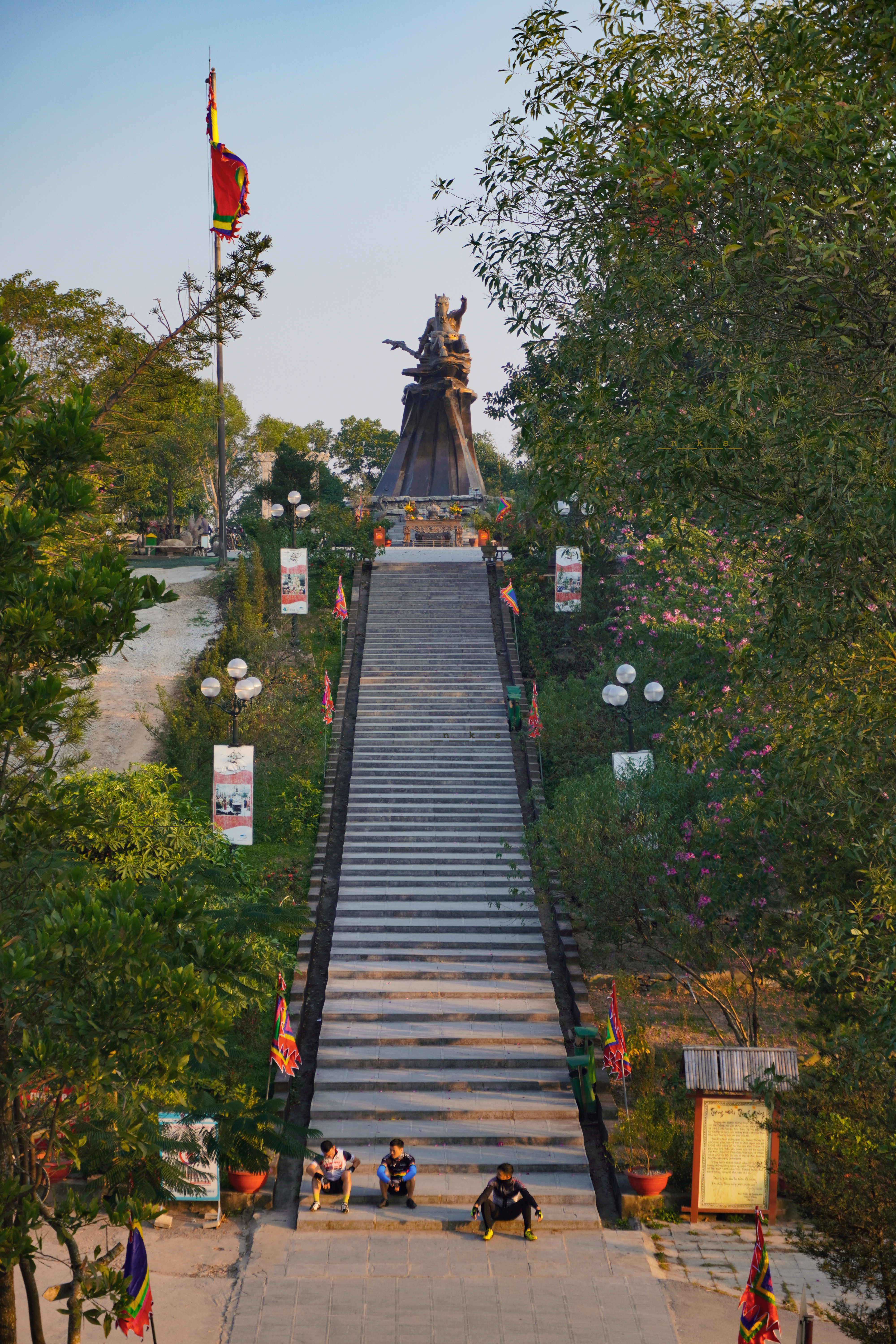
Khu tượng đài trên đỉnh Núi Sóc
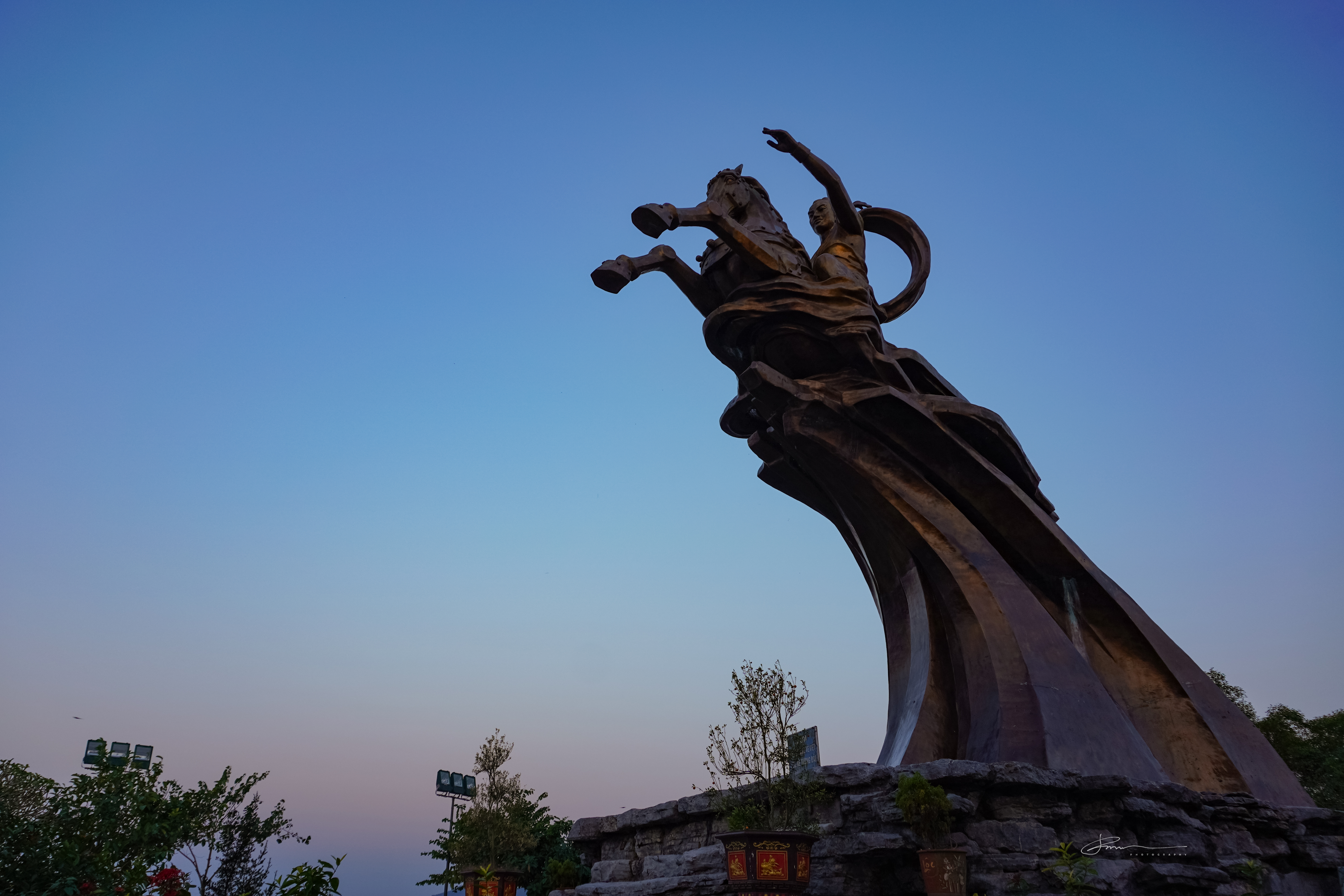
Mặt bên trái tượng
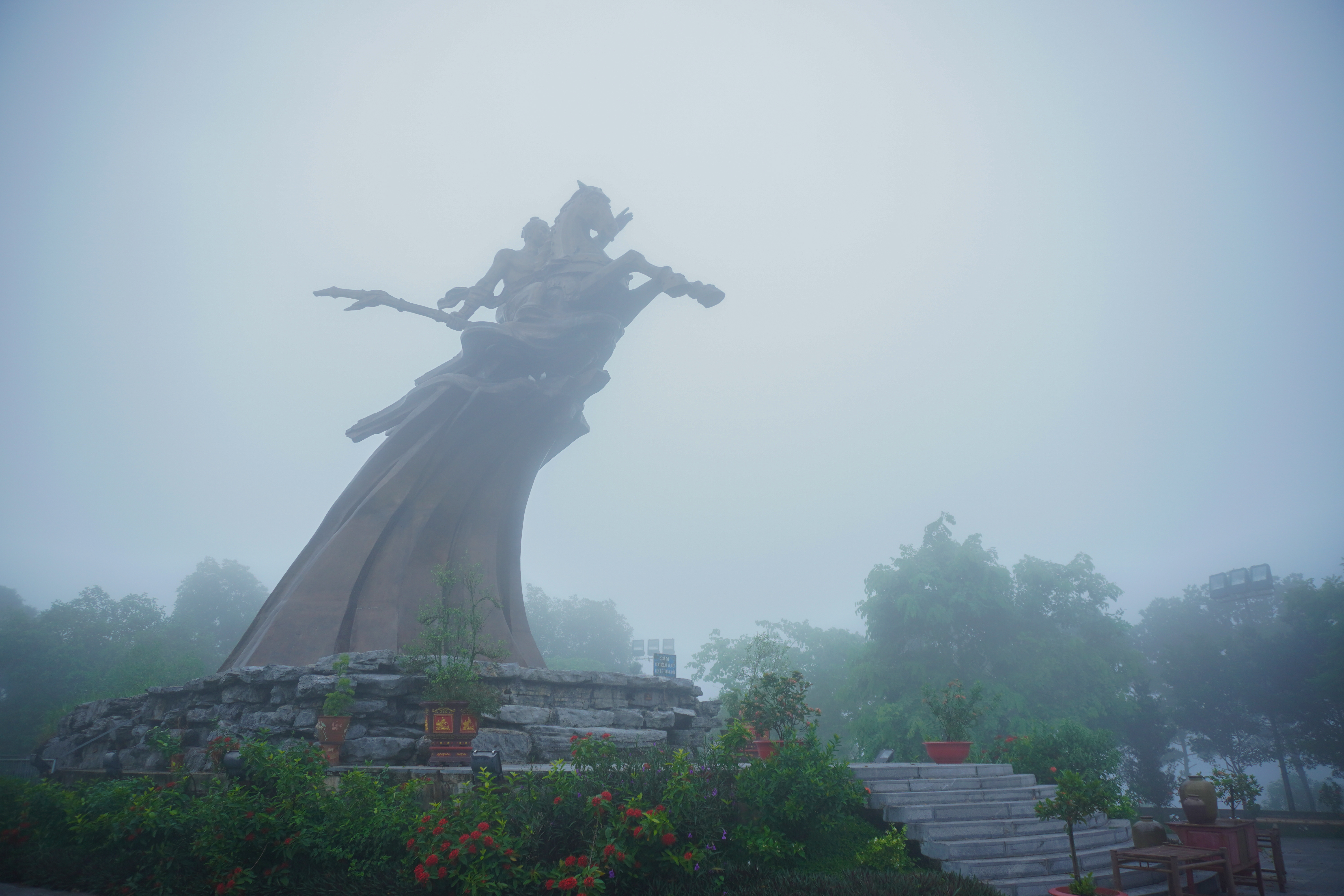
Mặt bên phải tượng
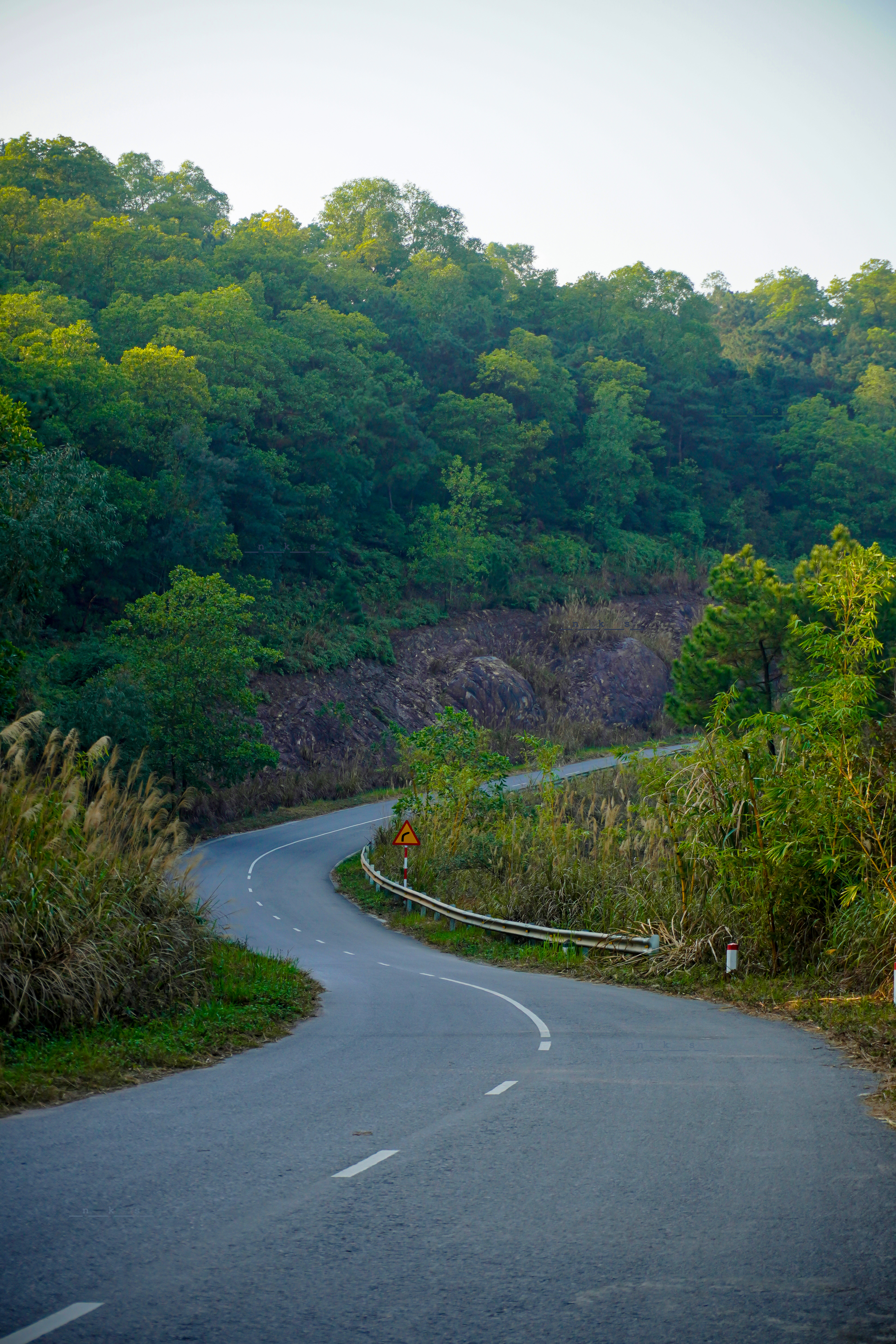
Đường nhựa cho xe cơ giới lên đỉnh núi.
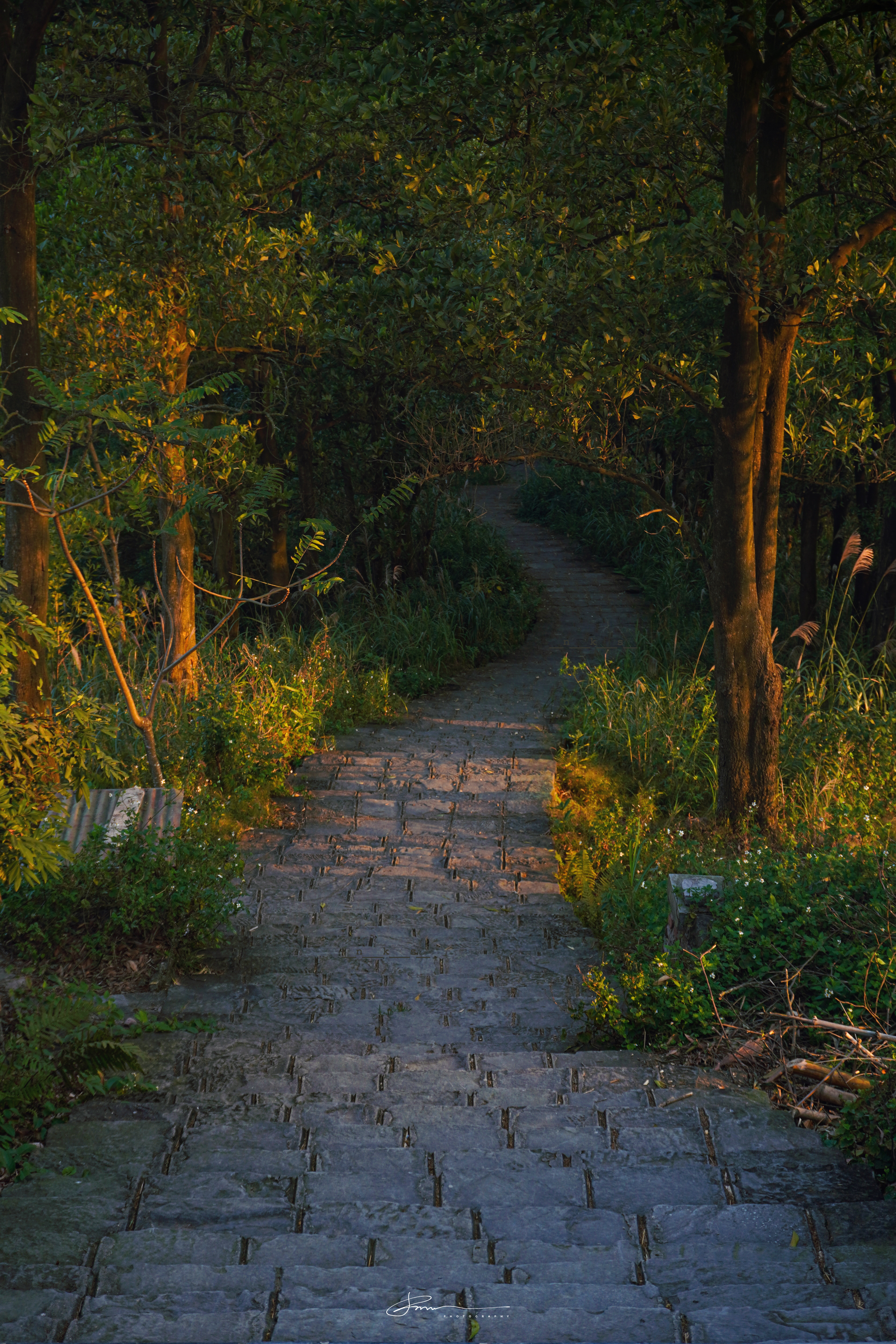
Bậc thang bằng đá dẫn từ đền Sóc lên đỉnh núi
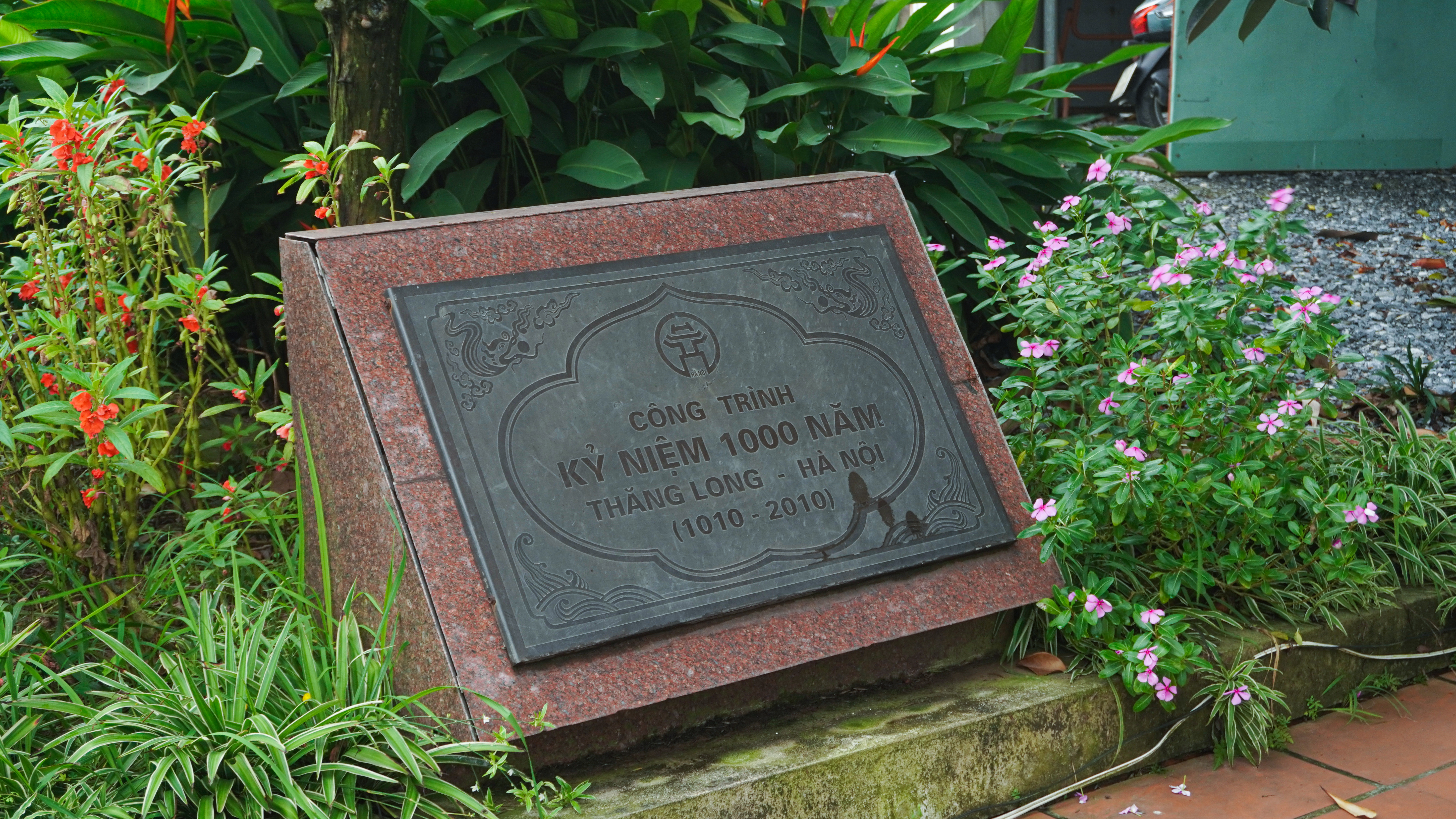
Bia kỷ niệm 1000 năm Thăng Long - Hà Nội trong khu tượng đài